# Dáné Tibor Kálmán
Dáné Tibor Kálmán (Kolozsvár, 1954. március 31. –) erdélyi magyar matematika szakos tanár, művelődésszervező, lapszerkesztő, Dáné Tibor fia.

## Élete
1979-ben elvégezte a kolozsvári Babeș–Bolyai Tudományegyetem matematika szakát. 1979–1981 között tanár Egeresen, 1981–1982 között A Hét tudományos rovatának szerkesztője, 1982–1991 között tanár Mócson, majd Kolozsváron. Utána 1991–1992 között tanfelügyelő, 1992–1993 között a Kriterion Könyvkiadó kolozsvári szerkesztője, 1993-tól az RMDSZ Művelődési és Egyházügyi Főosztályán előadó, 1997-től főosztályvezető. 1999-től az EMKE országos titkára, 2003-tól ügyvezető elnöke, 2008-tól 2013-ig elnöke. 2013-tól a Művelődés főszerkesztője 2021 júniusáig.

## Munkássága
Munkássága a tudományos ismeretterjesztés, az iskolán kívüli képzés, a népfőiskolai képzés körül forog. Népszerű csillagászati előadásokat tartott, és folyóiratok tudomány-népszerűsítő oldalait írta, szerkesztette (pl. Géniusz).

### Könyvei
- A csillagászati koordináta rendszerekről, Dacia Könyvkiadó, Kolozsvár, 1984.
- Kárpát-medencei magyar népfőiskolai kapcsolatok, Magyar Népfőiskolai Társaság, Budapest, 1996.
- Elődeink. Történelmi novellák. Válogatás, Tinivár Könyvkiadó, Kolozsvár, 1997.
- Az erdélyi felnőttképzés történetéről. Kézirat. 2001.
- Az erdélyi néptanító két világháború közötti felnőttképző tevékenységéről. Kézirat. 2004.

### Cikkei (válogatás)
- Népfőiskola Erdélyben. In: Tíz év a magyar népfőiskolai mozgalom történetéből, Magyar Népfőiskolai Társaság, Budapest, 1998.
- Művelődési életünkről. In: Romániai magyar évkönyv, Kolozsvár, 2000.
- Izlandtól Mészkőig – népfőiskola-történet. In: Szép apostoli élet. Balázs Ferenc (1901–1937) Centenárium, EMKE, Romániai Magyar Népfőiskolai Társaság, Kolozsvár, 2001.
- Csillagászati témájú cikkek (150 fölött, pl. in: Géniusz, 1999/1–4. szám)
- Felnőttképzéssel kapcsolatos cikkek (50 fölött, pl. A jövőt kergető ember. In: MNT lapja, 2001./3.)

### Díjai
- Bessenyei György-díj, 2006.
- 2022 Magyar Arany Érdemkereszt [4]